# Old Bridge of Ellon
Die Old Bridge of Ellon ist eine ehemalige Straßenbrücke in der schottischen Ortschaft Ellon in der Council Area Aberdeenshire. 1971 wurde die Brücke in die schottischen Denkmallisten in der höchsten Denkmalkategorie A aufgenommen.

## Geschichte
Vermutlich begann der Bau der Old Bridge of Ellon im August 1791. Für die Errichtung der Bögen wurde das Lehrgerüst einer heute nicht mehr existenten Brücke in Inverurie nach Ellon verschifft. 1793 wurde der Viadukt fertiggestellt. Es handelt sich um die letzte erhaltene Brückenkonstruktion des in Banff ansässigen Steinmetzes James Robertson. Möglicherweise wurde der Bau vollständig von Privatpersonen finanziert, wobei George Gordon, 3. Earl of Aberdeen als wesentlicher Geldgeber fungiert haben dürfte. Mit dem Bau einer neuen Brücke wenige Meter flussaufwärts wurde die heutige Old Bridge of Ellon 1944 obsolet. Sie führte einst die A92 über den Ythan.

## Beschreibung
Der Mauerwerksviadukt aus grob behauenem Bruchstein überspannt den Ythan mit drei ausgemauerten Segmentbögen mit Schlusssteinen. Während die beiden flankierenden Bögen Spanne von 13 Metern besitzen, sind es bei zentralen Bogen 14 Meter. Die Fahrbahnbreite zwischen den flankierenden Brüstungen beträgt 4,9 Meter. Die Pfeiler sind mit spitz zulaufenden Eisbrechern ausgeführt.